# Örups slott
Örups säteri är en borg i Benestads socken i Tomelilla kommun.
Örup ligger några kilometer söder om Tomelilla och tillhör tillsammans med Glimmingehus, Bollerups borg och Tosterup de enkelhusborgar i Skåne som byggdes av frälset under senmedeltiden.

## Byggnaden
Ett kungligt förbud mot att bygga privata borgar utfärdades 1396 av drottning Margareta och varade till 1483. Sedan borgbyggnadsförbudet upphävts under sent 1400-tal byggde frälset i Skåne enkelhusborgar, även kallade fasta hus. De har rektangulär planform, tjocka murar och vallgravar. Borgarna var bestyckade med kanoner och hade skyttegluggar för lättare eldvapen eller armborst. Sannolikt byggde frälset borgar för att de ville ha ett bekvämt hus att bo i samtidigt som byggnaden var stark nog att avskräcka skaror av arga bönder. Tiderna var osäkra då Sverige och Danmark ofta stred om makten och herremännen tvingades att skydda den egna jorden både mot yttre och inre fiender.
Den äldsta byggnaden är uppförd i sten med tre våningar. Den är 26,4 m lång, 11,14 m bred, 11,88 m hög till taklisten och 19,30 m till gavelspetsen. Murarna, 1,78 m tjocka, består av oregelbundna, men på ytan jämna block av trapp och sandsten, med fönster-, dörromfattningar och taklister av tegel samt släta, enkla rösten.
Av de gamla försvarsanordningarna syns fortfarande skyttegluggar i källarplanet. Gavlarna har ursprungligen haft trappformade rösten, vilka tagits ned vid senare renoveringar. Borgen uppfördes på en platå vid en liten sjö och runt borgholmen fanns breda vallgravar, som fylldes på av sjöns vatten. I dag återstår enbart en smal kanal. Huvudbyggnaden var bebodd ännu vid slutet av 1600-talet, då den försågs med en del större fönsteröppningar. Därefter har den använts som magasin.
Under 1700-talet uppfördes av tegel en ny flygelbyggnad i två våningar som bostadshus. År 1859 företogs en ombyggnad, som helt och hållet förändrat byggnadernas utseende. Då påbyggdes den nyare delen med ytterligare en våning och fick därigenom nuvarande utseende. En fyrkantig tornbyggnad med spetsigt tak binder samman enkelhusborgen med boningshuset. De ståtliga ekonomibyggnaderna med ladugård i gråsten byggdes om 1812 och 1813. På andra sidan kanalen, nordost om borggården, står tre grundmurade gråstenshus, som omsluter en fyrsidig plan, öppen åt söder. Den östra längan är trösklada med vandringshus, den norra fä- och svinhus, den västra foderlada, ox- och häststall.

## Historia
Örup (Øtharum) är belagt från 1425 och Örups gård (Øthrop) är omnämnd i en urkund daterad 7 oktober 1437 varigenom bröderna Lafrentz och David Araldsen av ätten Qvitzow överlåter Örup på livstid till fadern Arald Madsen Quitzow. Godset har sannolikt tillhört moderns familj, Hakätten, och kommit i släkten ägo genom hennes gifte med Arald Madsen Quitzow. Vid Arald Madsens död ärvdes godset av sonen David. Varken han eller nästa ägare, systerdottern Birgitte Pedersdatter Fleming, gift med Christian von Honford, hade några bröstarvingar. Birgitte Pedersdatter skänkte godset 1493 till sin systerson, Oluf Holgersen Ulfstand till Bønnet.
Oluf Holgersen var halvbror till den berömde Jens Holgersen som påbörjade uppförandet av Glimmingehus 1499. Det är därför troligt att Örups enkelhusborg i gråsten uppfördes av Oluf Holgersen i början av 1490-talet och den var en föregångare till halvbroderns Glimmingehus. Örups byggnad är mer ålderdomlig än Glimmingehus och utan en lika påtaglig försvarskaraktär. 
År 1529 ärvde herr Olufs brorsöner Gregers till Örup och Lyngby och Börge Jensen Ulfstand, till Glimminge och Örup ägare och 1538 Gregers ensam. Godset övergick 1546 till dennes bröder Börge och Gert Jensen Ulfstand och efter Gerts död till Börge Jensen ensam. Han blev den siste mannen av släkten Ulfstand på Örup och deltog tillsammans med flera skånska adelsmän och svenska trupper i bekämpandet av Nils Dacke 1539. I sitt äktenskap med Magdalene Tygesdatter Krabbe, dotter till den mäktige Tyge Krabbe till Vegeholm, hade han många barn. När Börge Ulfstand dog 1558 var dottern Margrethe Börgesdatter Ulfstand, till Assertorp, Glimminge och Örup den enda som överlevt föräldrarna och med henne hennes man Erik Axelsen Rosenkrantz, till Landting i besittning av Örup.
År 1574 lyckades Erik Rosenkrantz, som även ägde Glimmingehus, byta till sig hela Örup och därefter kom godset att förbli i hans släkts ägo ända till 1913. År 1582 ärvdes Örup av Erik Rosenkrantz son Börge, gift med Margrete Juel och 1614 av deras son Palle Rosenkrantz. Dennes bror Holger Rosenkrantz, gift med Vibeke Thott, köpte Örup 1635. Deras son Börge, som 1669 övertog hela godset, fick sin utbildning vid universiteten i Leiden och Padua och tjänstgjorde efter hemkomsten som officer i Norge. I sin hemtrakt kallades han "Hund-Börge". Barfod skriver i boken "Märkvärdigheter rörande skånska adeln" om honom, att han var en klen hushållare men en stor jägare. Sitt öknamn fick han för att han på sin andra gård Spannarp höll så många hundar att gårdens spannmålsförråd inte räckte till för deras utfodring. Herr Börge var gift tre gånger och hans tredje hustru Elisabeth Bille överlevde honom i många år. Med sin första hustru, Maren Bielke, hade han sonen Axel Rosenkrantz, till Örup och Kaneström, som ärvde godset 1679.
Efter att ha varit i fransk och dansk krigstjänst bosatte sig Axel Rosenkrantz på Örup. Han var den förste av sin ätt som svor den svenske kungen huld- och trohetsed 1684. Med tiden blev han mycket egendomlig och Barfod berättar om honom: "Herr Axel Rosenkrantz levde slutligen uti enfaldig stillhet på Örup, och är det en gammal berättelse, att han ofta spatserade därifrån till Ystad, nästan två mils väg, med sin bössa på nacken, klädd i grå kjol, av skinnrem omgjordad, och med en ganska besynnerlig lammskinnsperuk. En gång när stadspojkarna som vanligt skockades omkring honom för att beskåda den sällsamma dräkten, lade han bössan till kinden, sägande med en allvarlig min: 'Flucker jer, påga, att jeg kan faa mange paa et sted', vilket för all framtid befriade honom från mindre angenämt sällskap."
Den siste av ätten Rosenkrantz på Örup (1840–1913) var majoren och kammarherren Carl Albrecht Holger Rosencrantz, till Örup och Glimminge och hans hustru Adèle, född Sylvan, som även härskade på Glimmingehus. De båda godsen kom därmed än en gång under samma ägare. 
År 1913 köptes Örup av Kristianstads läns egnahemsförening, som avstyckade arrendegårdarna och 1914 sålde huvudgården till godsägare Paul Paulson. Axel Persson köpte 1928 Örup, som 1952 övertogs av hans son Arvid Örup. I samarbete med de antikvariska myndigheterna genomförde han en omfattande restaurering av de gamla byggnaderna. 
1991 fick Arvid Örups dotter Cecilia gården i gåva.

## Almskogen
Örups almskog ligger i anslutning till slottet. Fram till 1970-talet hade skogen varit orörd under lång tid. Då angrep almsjukan, och flertalet almar dog.